# New Jersey Eagles
I New Jersey Eagles sono stati una società di calcio statunitense, che aveva sede a Paterson, New Jersey.

## Storia
I New Jersey Eagles vennero fondati nel maggio 1987 per militare nell'American Soccer League da Ray Jacobs, che da tifoso dei ben più noti N.Y. Cosmos, coinvolse vecchi dirigenti della franchigia della defunta NASL nel progetto, oltre che vari calciatori, come Hubert Birkenmeier, Nelsi Morais e Andranik Eskandarian. La squadra però non riuscì ad avere lo stesso successo dei Cosmos, avendo uno scarso seguito di pubblico.
Nella stagione 1988 la squadra, dopo aver vinto la Northern Division, giunse a disputare le semifinali dei playoff, perse contro i futuri campioni del Washington Diplomats. Jorge Acosta fu il capocannoniere del torneo con 14 reti.
La stagione 1989 vide gli Eagles fallire l'accesso ai playoff, chiudendo il proprio girone all'ultimo posto.
Nel 1990 la ASL si fuse con la Western Soccer League, dando origine all'American Professional Soccer League e gli Eagles furono tra le undici squadre partecipanti alla stagione d'esordio. Il campionato fu fallimentare e chiuso al sesto ed ultimo posto della Northern Division.
Il club chiuse i battenti al termine del torneo 1990.

## Strutture

### Stadio
Dal 1988 al 1989 giocò all'Hinchliffe Stadium di Paterson, mentre nel 1990 al Cochrane Stadium.

## Allenatori
- 1988  Ed Kelly
- 1989  Robert McNulty
- 1990  Terry Garbett